# Terschelling
 Terschelling ? (Frisisk:  Skylge ?) er en vadehavsø og en kommune i den nederlandske provins Frisland. Nord for Terschelling ligger Nordsøen, syd for øen ligger Vadehavet. Vest for Terschelling ligger Vlieland og i øst Ameland. Øen, der i 2016 havde 4.832 indbyggere, ligger ca. 15 km nord for den nederlandske fastlandskyst. De vigtigste indtægtskilder er turisme og landbrug. I højsæsonen er der tre gange så mange mennesker på øen som resten af året.
På Terschelling taler man enten nederlandske- (West-Terschelling) eller frisiske dialekter. (Midsland, Hoorn, Oosterend). På frisisk hedder øen Skylge.
Der er færgeforbindelse fra hovedbyen West-Terschelling til Harlingen og Vlieland.

## Historie
Øen opstod i middelalderen efter et sandbanke med navnet De Schelling voksede sammen med den østligere ø Wexalia. Navnet Wexalia, Wuxalia eller Wecsile lå der hvor den østlige delen af Terschelling ligger i dag. Allerede i middelalderen går navnet Wexalia (og lignende skriveformer) ud af brugen. Den sidste gang sandbanken er nævnt er i en fredsaftale mellem den daværende leder på Terschelling, Folkerus Reijner Popma og Edward IV af England i 1482.
De ældste tegn på bosættelse på Terschelling er på en høj i Seerijp eller Striep, hvor der blev bygget en lille kirke i midten af 800-tallet. Højen blev senere brugt som gravsted og har efterfølgende fået navnet "Strieperkerkhof" (Seerijp/Striep kirkegård).
Tidligere kunne man gå til øen over Vadehavet fra Dijkshorn i Friesland til Hoorn, som var hovedstaden på øen dengang. Derfor regner man også med at de første som bosatte sig på Terschelling var frisere. Efter stormfloden i 1287, også kaldt St. Hubertusvloed (sankt Hubertflod), blev Terschelling delt helt fra fastlandet. Da øen nu ikke mere kunne nås til fods blev byen West-Terschelling den vigtigste bosætning på øen. Øen Griend, der tilhører Terschelling kommune, blev affolket som et resultat af stormfloden. Nu er Griend et fuglereservat og beskyttet område.
Det fiskeri- og søfartsorienterede West-Terschelling i vest og de landbrugsorienterede landsbyer i øst blev splittet. I 1612 førte splittelsen til at øen blev delt i to administrative enheder, Oost-Terschelling og West-Terschelling. Den vestlige del blev styret fra West-Terschelling og den østlige fra Midsland. Først efter den franske besættelse i starten af 1800-tallet blev Terschelling igen én kommune, styret fra West-Terschelling.
I 1666 blev West-Terschelling angrebet af engelske styrker under den Den anden engelsk-hollandske krig 1664-67. Den engelske flåde planlagde egentlig at angribe den nederlandske handelsflåden ved naboøen Vlieland. De nederlandske skibene trak sig tilbage i retning mod Terschelling, englændere fulgte efter. Efter at have sænket 150 nederlandske skibe, gik de i land ved havnen i West-Terschelling. Englændere brændte hele byen West-Terschelling ned til grunden, det eneste bygningsværk, der overlevede var fyrtårnet Brandaris. Hændelsen er kendt som Holmes' Bonfire efter admiral Robert Holmes, der ledte den engelske flåde. Året efter, i 1667, slog nederlændere under ledelse af admiral Michiel Adriaenszoon de Ruyter tilbage ved Raidet på Medway, der blev afslutningen på krigen.
Terschelling har gennem historien skiftevis tilhørt (Nord-)Holland og Friesland i flere omgange. Sidste gang Terschelling blev overført fra Noord-Holland til Friesland var i 1942 under den tyske besættelsesmagt.

## Statistik
Øen er 28 km lang og 2–5 km bred (673.99 km², heraf land: 86.16 km² og vand 587.83 km²). Der er høje klitter mod vest og et frugtbart inddiget landbrugsområde mod øst, men den største del af øen er siden 1972 udlagt som naturreservat. For at beskytte klitterne beplantede man dem i begyndelsen af 1900-tallet, og de udgør grundlaget for øens nuværende blandede skovbeplantning. Der er ca. 600 vilde plantearter og mange fuglearter benytter øens klitter og saltenge til yngle- og rasteplads.
Terschelling har 3 større veje og 83 km cykelsti. Hovedvejen, der forbinder de fleste landsbyer, er 16 km lang og betjenes af en buslinje fra havnen i West-Terschelling i vest til Oosterend i øst. De øvrige to veje er 2 km lange og her kan man køre med bil til West aan Zee og Midsland aan Zee, hvor man kan komme til stranden. De fleste turister bruger derfor cykler, der kan lejes i alle byer.

## Flag
Flaget består af fem farve. Rød, blå, gul, grøn og hvid. En lille Rim er meget kendt og nemt at huske farverne på.
| Rood zijn de daken Blauw is de lucht Geel zijn de halmen Groen is het gras Wit is het zand Dat zijn de kleuren van Terschellinger land | Røde er tagene blå er luften gult er høet grønt er græsset hvidt er sandet Dette er farverne fra Terschellinger land |

## Tranebær
Terschelling er kendt for sine forekomster af Storfrugtet Tranebær (Cranberry). I 1845 skyllede en tønde amerikansk tranebær i land på Terschelling. Dette var tænkt som et middel mod skørbug blandt søfolkene. de lokale beboere dyrkede dem, for at bruge dem til deres egne søfolk.
I 1868 fik biolog Francis Holkema bevilling til at dyrke amerikansk tranebær på Terschelling. I dag anvendes de i lokal mad og drikke, og sælges til turister. På Terschelling kaldes tranebær "Pieter Sipkesheide" efter Pieter Sipkes Cupido, der fandt den omtalte tønde. Amerikansk tranebær vokser på et areal på 48 ha, og ejes af selskabet: Cranberry Cultuur Skylge.
- Amerikansk Tranebær
- bearbejdning af tranebær på Terschelling

## Kendetegn
Nederlandsk ældste fyrtårn er bygget i 1594 og hedder Brandaris. Navnet er en afledning af "Sankt Brandarius". Det første Brandaris blev bygget i 1323, men som følge af stormfloden omkring 1570 hvor en stor del af øen forsvandt i havet, styrtede også den første Brandaris i havet. I 1592 blev det forsøgt at bygge Brandaris op igen, men det faldt sammen før det blev afsluttet. Det nuværende tårn stammer fra 1594. I 1873 blev dette fyr forsynet med en roterende fresnellinse, og blev elektrificeret i 1907 og er i dag automatiseret. I 1994 fejredes 400-års jubilæum, blandt andet med egen "rijksdaalder" (2,5 gylden mønt), der havde "Brandaris" som motiv. Brandaris er 54 meter højt, og er bygget af gule teglsten. Fyrtårnet er bemandet, og har været fredet siden 1965.
- Den eneste mølle, der findes på øen, står i Formerum. Den bruges ikke mere som mølle, men er indrettet som kaffehus.

## Kendte Terschellinger
- Søfareren Willem Barentsz (1550-1597) fra landsbyen Formerum, er uden tvivl den mest berømte person fra Terschelling. Han har givet navn til Barentshavet, Barentsz døde på Novaja Zemlja i sit forsøg på at finde nordøstpassagen. I Formerum er der rejst en statue til hans minde og i West-Terschelling findes Museum Het Behouden Huys, opkaldt efter hytten, som Barentsz byggede på Nova Zembla fra sit forliste skib.

I West-Terschelling ligger Willem Barentsz Maritime Institute. Denne Maritime Skole er en del af Universitetet i Leeuwarden, og uddanner søofficerer til handelsflåden. Skolen tilbyder også undervisning i hydrografi. Skolen blev etableret i 1875.
- Hessel van der Kooij er øens mest kendte sanger.

## Festival
- Hvert år i juni finder teaterfestivalen Oerol sted. I to uger kommer teatergrupper, musikanter, skuespiller o.l. til øen for at give opvisning. Som regel bruger man scener, der findes i naturen, som fx stranden, åen, diget, havnen.
- I Midsland afholdes Rock&Roll-Festivalen, som hver år finder sted i 2. uge i september.

## Færge
Man er nødt til at tage færgen for at komme til øen. Ms Friesland og Ms Midsland sejler turen på 2 timer mens sejlturen med katamaranen Ms Koegelwieck tager i 45 minuter.

- Ms Friesland
- MS Koegelwieck
- MS Tiger
- Havnen på Terschelling. Til højre er fyrtårnet Brandaris.

## Byer og landsbyer
Terschellings byer på henholdsvis nederlandsk, lokalt navn og frisisk. Antal indbygger per bebyggelsen på 1. januar 2016: